# Odontestra conformis
Odontestra conformis är en fjärilsart som beskrevs av George Francis Hampson 1918. Odontestra conformis ingår i släktet Odontestra och familjen nattflyn. Inga underarter finns listade i Catalogue of Life.